# Kalomo
Kalomo é uma cidade e um distrito da Zâmbia, localizados na província Sul.

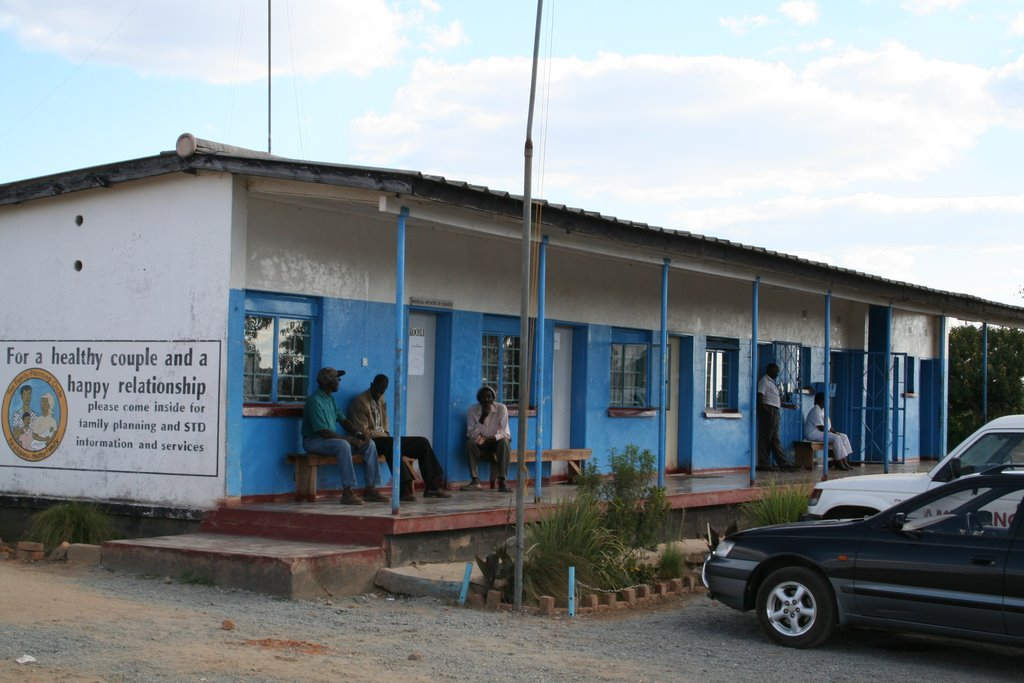
Hospital ed Kalomo